# Gijsbert van Glabbeeck
Gijsbert van Glabbeeck (* unbekannt; † nach 1648) war ein niederländischer Stilllebenmaler, der in Utrecht tätig war.
Über sein Leben ist kaum etwas bekannt. Er war seit 1630/32 als Meister Mitglied in der Malergilde. Am 13. April 1648 machte er in Utrecht sein Testament.
Von ihm sind bisher drei in das 2. Viertel des 17. Jahrhunderts zu datierende Gemälde bekannt, wobei die beiden ersteren ursprünglich fälschlich Jan van Glabbeeck zugeschrieben wurden. Er malte einfach komponierte Stillleben mit einigen nebeneinander auf einem gedeckten Tisch stehenden Schalen und anderen Gegenständen in einer farblich gemäßigten Palette.
- Stillleben mit einem Nautiluspokal, Amsterdam, Kunsthandel Gebrüder Douwes[1]
- Stillleben mit Walnüssen, Kunsthandel[2]
- Stillleben mit Früchten, New York, Sotheby’s, signiert G Glabbeeck[3]

Ferner werden im 1660 in Amsterdam aufgestellten Inventar von Antony Francken und Anna Glabbeeck, möglicherweise seine Tochter, zwei Früchtestillleben von ihm erwähnt.